# Lavdimensional topologi
I matematik er lavdimensional topologi den gren af topologien, der beskæftiger sig med studiet af mangfoldigheder af dimension fire eller lavere. Repræsentative emner i området er stukturteorien om 3-mangfoldigheder og 4-mangfoldigheder, knudeteori og fletningsgrupper. Området kan betragtes som del af geometrisk topologi.
En række fremskridt fra 1960'erne havde som resultat, at der blev lagt vægt på de lavere dimensioner i topologi. Stephen Smales løsning af Poincaréformodningen i højere dimensioner fra 1961 antød, at dimensionerne 3 og 4 ville være de vanskeligste tilfælde. De krævede nye metoder, mens friheden i højere dimensioner betød, at spørgsmålet kunne reduceres til beregningsmetoder fra kirurgiteori. William Thurstons geometriseringsformodning, som blev formuleret sidst i 1970'erne, gav anledning til en arbejdsramme, der antød, at geometri og topologi hang tæt sammen i lave dimensioner og Thurstons bevis for geometrisering af Hakenmangfoldigheder gav en række værktøjer fra områder af matematikken, som forinden kun havde hængt svagt sammen. Vaughan Jones' opdagelse af Jonespolynomiet i begyndelsen af 1980'erne førte ikke blot til nye opdagelser i knudeteori, men gav samtidig anledning til opdagelsen af stadig gådefulde forbindelser mellem lavdimensional topologi og matematisk fysik.